# Richard Holbrooke
Richard Charles Albert Holbrooke (New York City, 24. travnja 1941. – Washington, 13. prosinca 2010.) američki bio je diplomat, novinski urednik, publicist i profesor. Jedina je osoba koja je vršila dužnost pomoćnika državnog tajnika za dvije različite regije svijeta (za Aziju od 1977. – 1981., te Europu od 1994. – 1996.). Umro je 13.prosinca 2010. u sveučilišnoj bolnici George Washington nedaleko od Bijele kuće. Uzrok smrti bilo je puknuće aorte.

## Javna služba
Radio je kao civilni službenik u Vijetnamu od 1962. do 1969. godine. Od 1993. do 1994. bio je američki veleposlanik u Njemačkoj. 1995. sudjelovao je u pregovorima s američke strane koji su doveli do potpisivanja Daytonskog sporazuma. U kolovozu 1999. postao je 22. američki veleposlanik pri Ujedinjenim narodima. Od siječnja 2009. posebni je predstavnik SAD-a za Afganistan i Pakistan.
Bio je mirovni posrednik u ratovima u BiH i u Hrvatskoj. 

## Djela
- "Završiti rat", Šahinpašić, Sarajevo, 1998., ISBN 9958-41-023-0